# Memoriał Zdzisława Ambroziaka 2012
VII Memoriał Zdzisława Ambroziaka – siatkarski turniej, który odbył się w dniach 21-23 września 2012 roku w hali Arena Ursynów w Warszawie. Organizatorami turnieju były: Fundacja im. Zdzisława Ambroziaka i Ursynowskie Centrum Sportu i Rekreacji. Honorowy patronat objęła prezydent Warszawy Hanna Gronkiewicz-Waltz.
W turnieju wzięło udział pięć zespołów grających w sezonie 2012/2013 w PlusLidze: AZS Politechnika Warszawska, Indykpol AZS Olsztyn, PGE Skra Bełchatów, Wkręt-met AZS Częstochowa oraz ZAKSA Kędzierzyn-Koźle, a także po raz pierwszy w historii zagraniczny klub – turecki Arkas Spor Izmir.
Pierwszego dnia rozegrano dwa mecze eliminacyjne, których zwycięzcy utworzyli pary półfinałowe z klubami PGE Skra Bełchatów i ZAKSA Kędzierzyn-Koźle, które były rozstawione. Drugiego dnia rozegrano półfinały oraz mecz o 5. miejsce, w którym zagrali przegrani meczów eliminacyjnych. Trzeciego dnia odbyły się: finał i mecz o 3. miejsce. W trakcie memoriału rozegrano także mecz Przyjaciół Siatkówki.
Po raz czwarty zwycięzcą turnieju została PGE Skra Bełchatów.

## Drabinka
|  |                             |                             |                    |                        |                        |                      |                      |                   |                    |                    |       |       |       |
|  | Mecze eliminacyjne          | Mecze eliminacyjne          | Mecze eliminacyjne |                        |                        | Półfinały            | Półfinały            | Półfinały         |                    |                    | Finał | Finał | Finał |
|  | Mecze eliminacyjne          | Mecze eliminacyjne          | Mecze eliminacyjne |                        |                        | Półfinały            | Półfinały            | Półfinały         |                    |                    | Finał | Finał | Finał |
|  |                             |                             |                    |                        |                        |                      |                      |                   |                    |                    |       |       |       |
|  |                             |                             |                    |                        |                        |                      |                      |                   |                    |                    |       |       |       |
|  |                             |                             |                    | PGE Skra Bełchatów     | PGE Skra Bełchatów     | 3                    |                      |                   |                    |                    |       |       |       |
|  |                             |                             |                    | PGE Skra Bełchatów     | PGE Skra Bełchatów     | 3                    |                      |                   |                    |                    |       |       |       |
|  | Indykpol AZS Olsztyn        | Indykpol AZS Olsztyn        | 3                  |                        |                        | Indykpol AZS Olsztyn | Indykpol AZS Olsztyn | 2                 |                    |                    |       |       |       |
|  | Indykpol AZS Olsztyn        | Indykpol AZS Olsztyn        | 3                  |                        |                        | Indykpol AZS Olsztyn | Indykpol AZS Olsztyn | 2                 |                    |                    |       |       |       |
|  | Wkręt-met AZS Częstochowa   | Wkręt-met AZS Częstochowa   | 2                  |                        |                        |                      |                      |                   | PGE Skra Bełchatów | PGE Skra Bełchatów | 3     |       |       |
|  | Wkręt-met AZS Częstochowa   | Wkręt-met AZS Częstochowa   | 2                  |                        |                        |                      |                      |                   | PGE Skra Bełchatów | PGE Skra Bełchatów | 3     |       |       |
|  |                             |                             |                    |                        |                        | Arkas Spor Izmir     | Arkas Spor Izmir     | 2                 |                    |                    |       |       |       |
|  |                             |                             |                    |                        |                        | Arkas Spor Izmir     | Arkas Spor Izmir     | 2                 |                    |                    |       |       |       |
|  |                             |                             |                    | ZAKSA Kędzierzyn-Koźle | ZAKSA Kędzierzyn-Koźle | 2                    |                      |                   |                    |                    |       |       |       |
|  |                             |                             |                    | ZAKSA Kędzierzyn-Koźle | ZAKSA Kędzierzyn-Koźle | 2                    |                      |                   |                    |                    |       |       |       |
|  | AZS Politechnika Warszawska | AZS Politechnika Warszawska | 1                  |                        |                        | Arkas Spor Izmir     | Arkas Spor Izmir     | 3                 |                    |                    |       |       |       |
|  | AZS Politechnika Warszawska | AZS Politechnika Warszawska | 1                  |                        |                        | Arkas Spor Izmir     | Arkas Spor Izmir     | 3                 |                    |                    |       |       |       |
|  | Arkas Spor Izmir            | Arkas Spor Izmir            | 3                  |                        |                        |                      |                      |                   |                    |                    |       |       |       |
|  | Arkas Spor Izmir            | Arkas Spor Izmir            | 3                  |                        |                        |                      |                      |                   |                    |                    |       |       |       |
|  |                             |                             |                    | Mecz o 5. miejsce      | Mecz o 5. miejsce      | Mecz o 5. miejsce    | Mecz o 3. miejsce    | Mecz o 3. miejsce | Mecz o 3. miejsce  |                    |       |       |       |
|  |                             |                             |                    | Mecz o 5. miejsce      | Mecz o 5. miejsce      | Mecz o 5. miejsce    | Mecz o 3. miejsce    | Mecz o 3. miejsce | Mecz o 3. miejsce  |                    |       |       |       |
|  |                             |                             |                    |                        |                        |                      |                      |                   |                    |                    |       |       |       |
|  |                             |                             |                    |                        |                        |                      |                      |                   |                    |                    |       |       |       |
|  | Wkręt-met AZS Częstochowa   | Wkręt-met AZS Częstochowa   | 0                  | Indykpol AZS Olsztyn   | Indykpol AZS Olsztyn   | 0                    |                      |                   |                    |                    |       |       |       |
|  | Wkręt-met AZS Częstochowa   | Wkręt-met AZS Częstochowa   | 0                  | Indykpol AZS Olsztyn   | Indykpol AZS Olsztyn   | 0                    |                      |                   |                    |                    |       |       |       |
|  | AZS Politechnika Warszawska | AZS Politechnika Warszawska | 3                  | ZAKSA Kędzierzyn-Koźle | ZAKSA Kędzierzyn-Koźle | 3                    |                      |                   |                    |                    |       |       |       |
|  | AZS Politechnika Warszawska | AZS Politechnika Warszawska | 3                  | ZAKSA Kędzierzyn-Koźle | ZAKSA Kędzierzyn-Koźle | 3                    |                      |                   |                    |                    |       |       |       |

## 1. dzień

### Mecze eliminacyjne
| Data                                                                                    | Godzina | Drużyna 1                   | Wynik | Drużyna 2                 | Set 1 | Set 2 | Set 3 | Set 4 | Set 5 | Raport |
| --------------------------------------------------------------------------------------- | ------- | --------------------------- | ----- | ------------------------- | ----- | ----- | ----- | ----- | ----- | ------ |
| 21.09                                                                                   | 17:00   | Indykpol AZS Olsztyn        | 3:2   | Wkręt-met AZS Częstochowa | 24:26 | 25:18 | 25:27 | 25:21 | 15:7  |        |
| MVP: Guillermo Hernán (Indykpol AZS Olsztyn) i Miłosz Hebda (Wkręt-met AZS Częstochowa) |         |                             |       |                           |       |       |       |       |       |        |
| 21.09                                                                                   | 19:00   | AZS Politechnika Warszawska | 1:3   | Arkas Spor Izmir          | 25:18 | 14:25 | 22:25 | 15:25 |       |        |
| MVP: Liberman Agámez (Arkas Spor) i Marcin Nowak (AZS Politechnika Warszawska)          |         |                             |       |                           |       |       |       |       |       |        |

## 2. dzień

### Półfinały
| Data                                                                                | Godzina | Drużyna 1              | Wynik | Drużyna 2            | Set 1 | Set 2 | Set 3 | Set 4 | Set 5 | Raport |
| ----------------------------------------------------------------------------------- | ------- | ---------------------- | ----- | -------------------- | ----- | ----- | ----- | ----- | ----- | ------ |
| 22.09                                                                               | 15:00   | PGE Skra Bełchatów     | 3:2   | Indykpol AZS Olsztyn | 19:25 | 19:25 | 25:21 | 25:20 | 15:8  |        |
| MVP: Michał Bąkiewicz (PGE Skra Bełchatów) i Wojciech Sobala (Indykpol AZS Olsztyn) |         |                        |       |                      |       |       |       |       |       |        |
| 22.09                                                                               | 17:00   | ZAKSA Kędzierzyn-Koźle | 2:3   | Arkas Spor Izmir     | 27:29 | 25:16 | 24:26 | 25:15 | 14:16 |        |
| MVP: Justin Duff (Arkas Spor) i Łukasz Wiśniewski (ZAKSA Kędzierzyn-Koźle)          |         |                        |       |                      |       |       |       |       |       |        |

### Mecz o 5. miejsce
| Data                                                                                              | Godzina | Drużyna 1                 | Wynik | Drużyna 2                   | Set 1 | Set 2 | Set 3 | Set 4 | Set 5 | Raport |
| ------------------------------------------------------------------------------------------------- | ------- | ------------------------- | ----- | --------------------------- | ----- | ----- | ----- | ----- | ----- | ------ |
| 22.09                                                                                             | 13:00   | Wkręt-met AZS Częstochowa | 0:3   | AZS Politechnika Warszawska | 19:25 | 18:25 | 20:25 |       |       |        |
| MVP: Grzegorz Szymański (AZS Politechnika Warszawska) i Marcin Janusz (Wkręt-met AZS Częstochowa) |         |                           |       |                             |       |       |       |       |       |        |

## 3. dzień

### Finał
| Data                                                                 | Godzina | Drużyna 1          | Wynik | Drużyna 2        | Set 1 | Set 2 | Set 3 | Set 4 | Set 5 | Raport |
| -------------------------------------------------------------------- | ------- | ------------------ | ----- | ---------------- | ----- | ----- | ----- | ----- | ----- | ------ |
| 23.09                                                                | 14:00   | PGE Skra Bełchatów | 3:2   | Arkas Spor Izmir | 22:25 | 25:17 | 23:25 | 25:13 | 15:13 |        |
| MVP: Paweł Woicki (PGE Skra Bełchatów) i Burutay Subaşı (Arkas Spor) |         |                    |       |                  |       |       |       |       |       |        |

### Mecz o 3. miejsce
| Data                                                                                   | Godzina | Drużyna 1            | Wynik | Drużyna 2              | Set 1 | Set 2 | Set 3 | Set 4 | Set 5 | Raport |
| -------------------------------------------------------------------------------------- | ------- | -------------------- | ----- | ---------------------- | ----- | ----- | ----- | ----- | ----- | ------ |
| 23.09                                                                                  | 11:00   | Indykpol AZS Olsztyn | 0:3   | ZAKSA Kędzierzyn-Koźle | 21:25 | 21:25 | 23:25 |       |       |        |
| MVP: Felipe Luiz Fonteles (ZAKSA Kędzierzyn-Koźle) i Piotr Hain (Indykpol AZS Olsztyn) |         |                      |       |                        |       |       |       |       |       |        |

## Klasyfikacja końcowa
| Lp. | Drużyna                     |
| --- | --------------------------- |
| 1   | PGE Skra Bełchatów          |
| 2   | Arkas Spor Izmir            |
| 3   | ZAKSA Kędzierzyn-Koźle      |
| 4   | Indykpol AZS Olsztyn        |
| 5   | AZS Politechnika Warszawska |
| 6   | Wkręt-met AZS Częstochowa   |

## Nagrody indywidualne
| Najlepszy zawodnik (MVP)              | Najlepszy atakujący          | Najlepszy blokujący                 | Najlepszy serwujący                 | Najlepszy rozgrywający                  | Najlepszy przyjmujący                               | Najlepszy libero              |
| ------------------------------------- | ---------------------------- | ----------------------------------- | ----------------------------------- | --------------------------------------- | --------------------------------------------------- | ----------------------------- |
| Michał Winiarski (PGE Skra Bełchatów) | Liberman Agámez (Arkas Spor) | Daniel Pliński (PGE Skra Bełchatów) | Mariusz Wlazły (PGE Skra Bełchatów) | Guillermo Hernán (Indykpol AZS Olsztyn) | Krzysztof Wierzbowski (AZS Politechnika Warszawska) | Hasan Yeşilbudak (Arkas Spor) |